# 佐伯大地
佐伯 大地（さえき だいち、1990年7月19日 - ）は、日本の俳優。東京都出身 フリー。

## 来歴
2009年、ミスター立教コンテスト準グランプリに選ばれる。
2010年、ホリプロ主催の新人発掘オーディション「キャンパスター★H50withメンズノンノ」でファイナリストに選ばれた後、ホリエージェンシーに所属となり芸能界デビュー。同コンテストでグランプリを獲得した大野拓朗は、大学の同じキャンパスの先輩にあたる。
2012年より一時、学業優先として芸能活動を休業した。
2024年12月21日にFRIDAY DIGITALが一般女性との交際トラブルを報道。翌22日、佐伯は自身のXで謝罪を発表した。報道を受け、ミュージカル『「チェリまほ The Musical」～30歳まで童貞だと魔法使いになれるらしい～』の柘植将人役を降板した。
2025年、3月31日に所属事務所だったホリ・エージェンシーが解散したため4月1日よりフリーに転向

## 人物
- 立教大学現代心理学部[2]出身。
- 靴サイズ27cm。

## 出演

### テレビドラマ
- ストロベリーナイト（2010年11月13日、フジテレビ）
  - 金曜プレステージ 特別企画「ドラマレジェンド ストロベリーナイト」（2012年1月6日）
- 美咲ナンバーワン!!（2011年1月12日 - 3月16日、日本テレビ） - 田辺大地 役
- 陽はまた昇る（2011年7月21日 - 9月15日、テレビ朝日） - 荒屋翔 役
- 宮部みゆきスペシャル「魔術はささやく」（2011年9月9日、フジテレビ）
- HUNTER〜その女たち、賞金稼ぎ〜（2011年10月11日 - 12月13日、関西テレビ） - 佐久間健太 役
- つながりファンタジー　いつも!ガリゲル＜ガリゲル連続テレビ小説＞（2012年3月13日、読売テレビ）
- 私の嫌いな探偵 第2話（2014年1月24日、テレビ朝日）
- 三匹のおっさん〜正義の味方、見参!!〜 最終話（2014年3月14日、テレビ東京）
- 死神くん 第1話（2014年4月18日、テレビ朝日）
- 金曜ロードSHOW!（日本テレビ）
  - 特別ドラマ企画「磁石男」（2014年6月13日）
  - 特別ドラマ企画「磁石男2015」（2015年9月18日）
- 魔法★男子チェリーズ 第1話（2014年6月21日、テレビ東京） - 中西 役
- 平成舞祭組男（2014年10月 - 2015年1月、日本テレビ）
- 家売るオンナ 第7話（2016年8月24日、日本テレビ） - 久保田 役
- 愛してたって、秘密はある。（2017年7月16日 - 9月17日、日本テレビ） - 井上大吾 役
- 崖っぷちホテル!（2018年4月15日 - 6月17日、日本テレビ） - 服部要蔵 役
- 世にも奇妙な物語（フジテレビ）
  - '18春の特別編「フォロワー」（2018年5月12日） - 直也 役
  - '20秋の特別編「タテモトマサコ」（2020年11月14日） - 近藤雅也 役
- サイレント・ヴォイス 行動心理捜査官・楯岡絵麻 第1話（2018年10月6日、BSテレ東） - 崎田博史 役
- 約束のステージ 〜時を駆けるふたりの歌〜（2019年2月22日、読売テレビ） - 神谷俊介 役
- 女の機嫌の直し方（2019年3月17日 - 31日、日本テレビ） - 北澤悠 役[9]
- 白衣の戦士! 第5話（2019年5月15日、日本テレビ） - 西野充 役
- ノーサイド・ゲーム（2019年7月7日 - 9月15日、TBS） - 富野賢作 役
- 妄想エレベーター 第2弾 第3話 (2019年9月19日、読売テレビ)
- サウナーマン～汗か涙かわからない～ 第9話・第10話（2019年11月3日・10日、朝日放送） - 地堀 役
- シャーロック 第8話（2019年11月25日、フジテレビ） - 三崎雄一 役
- ランチ合コン探偵～恋とグルメと謎解きと～ 第5話（2020年2月6日、読売テレビ） - 原貴俊 役
- 警視庁・捜査一課長 2020（2020年6月25日、テレビ朝日） - 栗宮六郎 役
- 親バカ青春白書 第1話（2020年8月2日、日本テレビ） - 高橋 役
- おしゃ家ソムリエおしゃ子! 第6話（2020年8月19日、テレビ東京） - 中田日出敏 役
- ソロ活女子のススメ 第1話（2021年4月3日、テレビ東京） - 焼肉屋の店員 役
  - ソロ活女子のススメ2 第4話（2022年4月28日） - サラリーマン 役[10]
  - ソロ活女子のススメ3 第7話（2023年5月18日） - 銭湯カフェ店主 役[11]
  - ソロ活女子のススメ4 第7話（2024年5月16日） - 船頭 役[12]
  - ソロ活女子のススメ5 第7話（2025年5月15日） - 大黒湯店主 役[13]
- NHK大河ドラマ 青天を衝け 第25回（2021年8月22日、NHK） - 天野八郎 役
- 欠点だらけの刑事（2021年9月12日、テレビ朝日） - 岸田貴志 役
- 鹿楓堂よついろ日和（2022年1月15日 - 3月19日、テレビ朝日） - ぐれ（グレゴーリオ・ヴァレンティノ） 役[14][15]
- 駐在刑事 Season3 第3話（2022年1月28日、テレビ東京） - 山之内輝 役[16]
- 何かおかしい 第3話（2022年6月15日、テレビ東京） - タクミ 役[17]
- NICE FLIGHT!（2022年7月22日 - 9月9日、テレビ朝日） - 岡島瑛人 役
- 魔法のリノベ 第4話（2022年8月8日、関西テレビ・フジテレビ） - 小山田昌輝 役
- イケメン共よ メシを喰え 第9話（2022年9月4日、テレビ大阪・BSテレビ東京） - シゲル 役[18]
- コンビニ★ヒーローズ〜あなたのSOSいただきました!!〜（2022年10月19日 - 12月21日、関西テレビ 他） - マリモ 役[19]
- わたしの夫は-あの娘の恋人-（2023年1月15日 - 4月2日、テレビ大阪・BSテレビ東京） - 三島恭介 役[20]
- わたしのお嫁くん（2023年4月12日 - 6月21日、フジテレビ） - 春日亮 役[21]
- 家政夫のミタゾノ 第6シリーズ 第8話（2023年11月28日、テレビ朝日） - 羽井来斗 役[22][23]
- 初恋不倫〜この恋を初恋と呼んでいいですか〜（2024年7月4日 - 9月5日、BSテレビ東京） - 時松千尋 役[24]
- GO HOME〜警視庁身元不明人相談室〜 第1話（2024年7月13日、日本テレビ） - バスケットボールチームのキャプテン 役
- 離婚弁護士 スパイダー 〜慰謝料争奪編〜 第3話（2024年10月19日、日本テレビ） - 仲郷正樹 役[25]
- ドラマW ゴールデンカムイ -北海道刺青囚人争奪編- 第4話（2024年10月27日、WOWOW） - 男娼 役

### 配信ドラマ
- 愛してたって、秘密はある。 オリジナルストーリー （2017年9月17日・24日、Hulu） - 井上大吾 役
- 着飾らない恋には理由があって（2021年4月20日 - 6月22日、Paravi） - 田神兼史 役[26]

### 映画
- パラダイス・キス（2011年）
- 2ちゃんねるの呪い（2011年） - 前田修平 役
- 行方不明（2012年）
- アキラNo.2（2014年） - 狂 役
- 少女椿（2016年） - 鞭棄 役[27]
- アヤメくんののんびり肉食日誌（2017年） - 鈴木仁英 役
- Sea Opening（2018年） - 影山三登志 役
- 女の機嫌の直し方（2019年） - 北澤悠 役[28]
- ダウト 嘘つきオトコは誰?（2019年） - 片桐桂馬 役
- ブレイブ -群青戦記-（2021年）

### Web番組
- ヒミツの鹿楓堂（2022年1月23日 - 2月20日、TELASA）[29]

### 舞台
- 髪飾りのかたち（2014年） - リョウ 役
- Earth Rise 〜世界のはじまりに君に逢いにいく〜（2014年） - 醒 役
- GIRLS PRISON OPERA（2014年）
- 映像都市チネチッタ（2015年）
- ゴジのラ（2015年）
- いるかホテル（2015年）
- 劇団めばち娘「ツチノコの嫁入り」（2015年9月17日 - 27日、CBGKシブゲキ!!） - 三菱住友 役
- ミュージカル『刀剣乱舞』 - 岩融 役
  - トライアル公演（2015年10月30日 - 11月8日、AiiA 2.5 Theater Tokyo）[30]
  - 阿津賀志山異聞（2016年5月28日 - 6月12日、AiiA 2.5 Theater Tokyo / 6月17日 - 19日、森ノ宮ピロティホール / 6月23日 - 26日、京都劇場）[31]
  - つはものどもがゆめのあと（2017年11月4日 - 12日、TOKYO DOME CITY HALL / 11月17日 - 19日、京都劇場 / 2018年1月6日 - 14日、日本青年館 / 1月26日 - 30日、梅田芸術劇場 シアター・ドラマシティ）[32]
  - 阿津賀志山異聞2018 巴里（2018年7月15日、パレ・デ・コングレ・ド・パリ 大劇場 / 8月3日 - 19日、日本青年館ホール）[33]
- GOKÛ（2016年2月16日 - 28日、AiiA 2.5 Theater Tokyo） - 銀角 役[34]
- クジラの子らは砂上に歌う（2016年4月14日 - 19日、AiiA 2.5 Theater Tokyo） - オルカ 役[35]
- 若様組まいる（2016年8月7日 - 14日、天王洲 銀河劇場） - 大熊金太 役[36]
- もののふシリーズ『瞑るおおかみ黒き鴨』（2016年9月、天王洲 銀河劇場 / 森ノ宮ピロティホール / 北九州芸術劇場 大ホール） -  大山巌 役[37]
- ケツラク（2016年10月26日 - 31日、下北沢駅前劇場）[38]
- 親愛ならざる人へ（2017年3月2日 - 12日、座・高円寺1 / 3月17日 - 20日、ABCホール） - 岡島毅 役[39]
- まゆをひそめて、僕を笑って（2017年4月20日 - 23日、横浜赤レンガ倉庫1号館3Fホール） - モク 役[40]
- ALL OUT!! THE STAGE（2017年5月25日 - 6月4日、Zeppブルーシアター六本木） - 赤山濯也 役[41]
- 朗読劇「予告犯」（2018年9月16日・17日・22日・23日、あうるすぽっと） - ゲイツ 役[42]
- 朗読劇「青空」（2019年8月10日、三越劇場）[43]
- 改竄・熱海殺人事件 ザ・ロンゲストスプリング（2020年3月12日 - 30日、紀伊國屋ホール） - 熊田留吉 役[44]
- グッバイ・チャーリー（2020年10月24日・25日、ABCホール / 11月4日 - 8日、六行会ホール） - ジョージ 役[45]
- 朗読劇「朝彦と夜彦 1987」（2020年12月17日 - 20日、六本木トリコロールシアター）
- 狂言男師
  - 〜冬の章【蟹⼭伏・⼝真似】〜（2020年12月28日、セルリアンタワー能楽堂）[46]
  - ～夏の章【蚊相撲・呼声】～（2021年7月9日・10日、セルリアンタワー能楽堂） - 主演・太郎冠者 役[47]
- 秘剣つばめ返し（2021年1月17日 - 24日、座・高円寺1 / 1月28日 - 31日、ABCホール） - 主演・宮本武蔵 役[48][49]
- ロミオとジュリエット（2023年9月13日 - 10月29日、有楽町よみうりホール 他） - パリス 役[50]

### ライブ
- ミュージカル『刀剣乱舞』- 岩融 役
  - 公式ファンサイトプレミアム会員限定LIVE（2016年7月16日 - 18日、赤坂ACTシアター）[51]
  - in 厳島神社（2016年11月12日、厳島神社）[52]
  - 〜真剣乱舞祭 2016〜（2016年12月13日、大阪城ホール / 12月20日・21日、両国国技館）[53]
  - 〜真剣乱舞祭 2017〜（2017年12月8日 - 20日、日本武道館 他）[54]
  - ～真剣乱舞祭2018～（2018年11月24日 - 12月16日、サンドーム福井 他）[55]
  - ～真剣乱舞祭2022～（2022年5月14日・15日、日本ガイシホール）[56]
  - 祝玖寿 乱舞音曲祭（2024年11月9日▪︎10日、マリンメッセ福岡A館）
- Japan Expo 2017（2017年7月7日 - 8日、フランス・パリ）ミュージカル『刀剣乱舞』- 岩融 役

### イベント
- 佐伯大地 1stカレンダー発売記念イベント（2016年3月13日、虎ノ門・発明会館ホール）
- 佐伯大地2017カレンダー発売記念イベント（2016年11月20日、恵比寿LIVING ROOM）
- 佐伯大地オフィシャルサイトオープンイベント（2017年4月1日、渋谷GARRET）
- 佐伯大地 BIRTHDAY EVENT（2017年7月17日、ヴァトゥール東京）
- 佐伯大地 OFFICIAL EVENT（2018年3月18日、シダックスカルチャービレッジ）
- 佐伯大地2020-2021カレンダー発売記念イベント（2020年2月9日、音楽の友ホール）
- 佐伯大地 30th Anniversary Event（2020年10月10日、T・Bホール / 10月18日、東京証券会館）

### その他のテレビ番組
- 街活ABC（2016年10月 - 2017年9月、日本テレビ）※ 関東ローカル、ミニ番組[57]

### バラエティ番組
- LIPSS〜イノセントな囁き〜（2019年1月29日 - 6月26日、テレビ埼玉・ニコニコ生放送）※不定期出演
- The Gift（2019年9月30日、日本テレビ）
- THE突破ファイル 突破交番&自衛隊 絶体絶命2時間SP（2019年11月14日、日本テレビ） - VTR出演
- ごはんジャパン（2020年4月11日・7月4日・9月5日、日本テレビ）
- aスポーツって何?（2020年8月18日 - 9月22日、サンテレビ）※第7回 - 第12回
- ノンスタ井上の大冒険〜不思議のおみやげランドマーク〜（2021年4月29日 - 、BS12 トゥエルビ）

### インターネット番組
- 佐伯大地のダイチ呑み（2017年6月 - 、ニコニコ動画「キャストサイズチャンネル」）

### ラジオ
- 舞台やろうっ!another side（2016年10月 - 12月、USEN放送C-43ch）
- 俳優日和「佐伯大地のわりと元気の出るラジオ!」（2017年2月3日 - 、スマホでUSEN）

### CM
- mixi「モンスターストライク」（2015年）
- HONDA「ジョルノ」web動画（2016年）

### ミュージックビデオ
- 岡平健治『雪桜 〜ニッポンの唄 函館〜』（2011年）
- 浜田省吾『DANCE（Music Video / Short Version）』（2020年）
- GRe4NBOYZ『バケモノ』（2022年）

### CD
刀剣男士team三条with加州清光　名義
- 1stシングル「刀剣乱舞」（2016年1月1日発売）
- 2ndシングル「キミの詩」（2016年7月6日発売）
- 1stアルバム「ミュージカル刀剣乱舞〜阿津賀志山異聞〜」（2016年8月10日）

浅野康之&佐伯大地　名義
- OFFICE SHIKA PRODUCE「親愛ならざる人へ」サウンドトラック（2017年3月2日、Special Track「岡島、独身やめるってよ」収録）

## 書籍

### 写真集
- ROAR（2018年12月1日、ワニブックス）ISBN 978-4847081675